# Agent rose
Cet article concerne l'herbicide. Pour la résistante française, voir Andrée Peel.
L’agent rose est le nom de code d'un puissant herbicide et défoliant utilisée par l'armée américaine durant l'opération Ranch Hand pendant la guerre du Viêt Nam.
Son nom vient de la bande rose sur les barils pour identifier le contenu. Il faisait partie des herbicides arc-en-ciel, parmi lesquels entre autres le célèbre agent orange. L'agent rose ne fut utilisé qu'entre 1962 et 1964, au début de la période d'essai du programme de pulvérisation.
Le seul ingrédient de l'agent rose était l'acide 2,4,5-trichlorophénoxyacétique (2,4,5-T), un herbicide très utilisé à l'époque. On apprit plus tard qu'une dioxine, 2,3,7,8-tétrachlorodibenzo-p-dioxine (TCDD), était produite lors de l'élaboration de 2,4,5-T, et qu'on en trouvait alors dans tous les herbicides composés de cet acide. Comme l'agent rose n'était composé que de 2,4,5-T, comme les agents vert et bleu, il contenait un taux de dioxine bien plus élevé que l'agent orange.